# Fabó Tibor
Fabó Tibor (Rozsnyó, 1964. május 8. –) Jászai Mari-díjas magyar színművész, színigazgató.

## Életpályája
1964-ben született a felvidéki Rozsnyón. 1982-ben érettségizett szülővárosában, majd a komáromi Magyar Területi Színház tagja lett. 1986-2001 között a kassai Thália Színház színésze, mellette színművész diplomát szerzett a Pozsonyi Színművészeti Főiskolán. 1992-1995 között a színház művészeti vezetője, 1996-1999 között igazgatója volt. 2001-től a Komáromi Jókai Színház tagja.

## Fontosabb színházi szerepei
- Benedek (Békés: Sándor, József, Benedek)
- Jim (Nash: Az esőcsináló)
- ifj: Curley (Steinbeck: Egerek és emberek)

## Díjai és kitüntetései
- Határon Túli Magyar Színházak XIV. Fesztiválja, a Kisvárdai Várszínház különdíja (2002)
- Jászai Mari-díj (2005)
- Ferenczy Anna-díj (2014)
- Életműdíj (2017)[6]
- Magyar Arany Érdemkereszt (2019)[7]